# Polýpetro
Polýpetro är en ort i Grekland.   Den ligger i prefekturen Nomós Kilkís och regionen Mellersta Makedonien, i den norra delen av landet, 300 km norr om huvudstaden Aten. Polýpetro ligger 101 meter över havet och antalet invånare är 538.
Terrängen runt Polýpetro är platt åt sydost, men åt nordväst är den kuperad. Terrängen runt Polýpetro sluttar österut.Runt Polýpetro är det ganska tätbefolkat, med 67 invånare per kvadratkilometer. Närmaste större samhälle är Giannitsá, 12,9 km sydväst om Polýpetro. Trakten runt Polýpetro består till största delen av jordbruksmark.